# Stränge

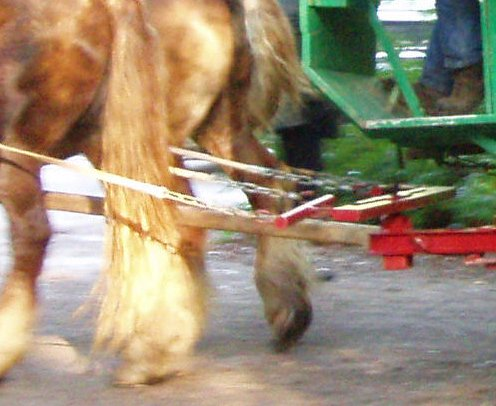
Arbeitsanspannung mit Seilsträngen, die mit Ketten an den Ortscheiten befestigt sind.
Das Ortscheit ist die kleine, bewegliche Quer-Stange, an der die Stränge befestigt sind

Die Stränge sind Teil des Geschirrs, mit dem Kutschpferde angespannt werden. Bei der Arbeitsanspannung und Sprengwaage verbinden sie das Fahrgestell über die Ortscheite der Kutsche mit dem Geschirr der Pferde und übertragen die Zuglast. Bei der festen Anspannung werden die Stränge direkt mit dem Wagen verbunden.
Sowohl zur Stadt- als auch zur Landanspannung gehören etwa 5 cm breite Lederstränge, die aus zwei Lagen von stabilem Kernleder gefertigt werden. Kernleder wird aus der Haut direkt an der Wirbelsäule des Rindes gewonnen. An dieser Stelle ist die Haut besonders stark und dick.
Zur ländlichen Anspannung (Arbeitsanspannung) gehören Seilstränge, die mit Ketten an den Ortscheiten befestigt werden.
In der Freizeitfahrerei werden auch Kunststoffstränge eingesetzt, weil sie pflegeleicht und preisgünstig sind.

## Redewendung
Wenn die Pferde ausschlagen und dabei mit einem Bein über die Stränge treten, also nicht mehr zwischen den Strängen gehen, sondern ein Bein außerhalb der Stränge haben, dann ist dies eine sehr gefährliche Situation für das Fuhrwerk. Daraus leitet sich die Redewendung: über die Stränge schlagen ab.